# Platygyriella frahmii
Platygyriella frahmii là một loài Rêu trong họ Hypnaceae. Loài này được (W.R. Buck) Arikawa mô tả khoa học đầu tiên năm 2004.